# Сабанаєво (Буздяцький район)
Сабана́єво (рос. Сабанаево, башк. Сабанай) — село у складі Буздяцького району Башкортостану, Росія. Входить до складу Каранської сільської ради.
Населення — 188 осіб (2010; 207 у 2002).
Національний склад:
- татари — 69 %
- башкири — 30 %